# Boerlo
Boerlo was een kasteel in de Nederlandse plaats Blerick, provincie Limburg. Op de plek van het kasteel is in de 20e eeuw een bedrijventerrein aangelegd.

## Geschiedenis
De oudste vermelding dateert uit 1430: Freetze van Breede werd door de hertog van Gelre beleend met het huys tot Boerle. Haar echtgenoot Gerlach van Vossem kreeg hiervan het vruchtgebruik. Het echtpaar overleed kinderloos en Boerlo ging daarom in 1447 over naar neef Johan van Bree. Het goed lijkt hierna te zijn gesplitst in twee delen.
Adolf van Waldoes en Anna van Bree kregen Boerlo in 1543 in eigendom. Zij werden in 1553 opgevolgd door Jan van Kessel genaamd Bree. Johan Schenck erfde Boerlo in 1569, maar woonde er al eerder. Adolf Schenck van Nydeggen verwierf in 1593 beide delen van Boerlo en liet in 1620 alles na aan zijn zoon Arnoldus.
Boerlo kwam na de dood van Arnoldus in 1642 aan Joannes Wilhelmus van Haeren. Hij was gehuwd met Arnoldus’ dochter Joanna Cornelia en het stel woonde van 1652 tot 1664 op kasteel Boerlo. Koning Karel II was landsheer van de heerlijkheid Blerick en hij verkocht in 1674 de heerlijkheid met het kasteel aan Johan Godfried Adam van Hasselholdt-Stockheim.

### Gedeelde heerlijkheid
In 1679 bleken de heerlijke rechten van Blerick te zijn verdeeld over de families Van Laer en Romer, waarvan de laatste het gedeelte met het kasteel Boerlo bezat. De familie Romer verkocht zijn aandeel van de heerlijke rechten aan Tilman Antonius van Aerssen, waarna het via vererving in 1722 bij de familie Ruys terechtkwam.
In 1785 trouwde Charles Melchior Joseph van Laer (1747-1797) met Clara Francisca Ferdinanda Ruys (1726-1797). Dankzij dit huwelijk kwamen beide delen van de heerlijkheid Blerick - met het huis Boerlo - weer in één hand terecht. Het stel bleef kinderloos en na hun dood ontstonden er problemen over de erfenis, waarna het huis vanaf 1815 leeg kwam te staan.

### Ut Kastielke
Toen Joannes Romualdus Clerx en zijn echtgenote Anna Soiron in 1836 Boerlo aankochten, was het kasteel vervallen geraakt. Hij liet twee jaar later alles afbreken en bouwde een nieuw landhuis. Dit landhuis kreeg de bijnaam ut Kastielke. Hun zoon Jean nam het huis over en liet het in 1894 na aan zijn nicht Elise Jeane Amelie Hubertine de Rijk, echtgenote van Alfred Frans Marie Russel. Zij verkochten in 1927 via een openbare verkoop het goed aan hun eigen pachter Joachim Lenders.
Het huis raakte tijdens de Tweede Wereldoorlog ernstig beschadigd en was daardoor onbewoonbaar. In 1957 zijn het landhuis en de bijbehorende boerderij Groot Boller gesloopt vanwege de uitbreiding van industrieterrein Groot Boller.

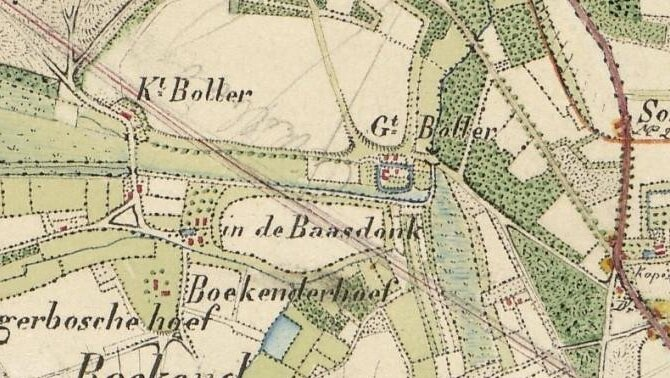
Uitsnede met Klein en Groot Boller te Blerick (1843)

## Beschrijving
Het kasteel zal vóór 1430 zijn gebouwd in een meander van de Maas. Een kaart uit 1677 toont een kasteel met twee grote en twee kleine torens, omgeven door grachten. In het kasteel was een kapel ondergebracht. Kaarten uit begin 19e eeuw laten een binnen- en een buitengracht zien, met een u-vormig kasteel en bijgebouwen. De hoeve Groot Boerlo (ook bekend als Groot Boller) behoorde tot het kasteel.
Het kasteel is in 1838 vervangen door een u-vormig landhuis, dat in 1957 is afgebroken.
Al in 1473 werd de boerderij Klein Boller afgesplitst van het kasteel en boerderij Groot Boller. Klein Boller is behouden gebleven.
Aerwinkel · Kasteel Afferden · Aldt Huys · Aldenborgh · Kasteel Aldenghoor · Aldenhoven · Alte Burg · Kasteel Amstenrade · Slot Annendael · Kasteel Arcen · Baersdonck · Bakvliet · Baronsberg · Baxhof · Beegden ·  Benzenrade · Kasteel De Berckt · Kasteel Bethlehem · Beusdaelshof · Binsfeld · Huis Blankenberg · Kasteel Bleijenbeek · Blitterswijck · Boerlo · Bolberg · Bollenberg · Kasteel De Bongard · Borggraaf · Kasteel d'Erp · Kasteel Borggraaf · Kasteel Borgharen · Kasteel Born · Huis Bree · Breust · Kasteel Broekhuizen · Broekhuizen · Gracht Burggraaf · Kasteel De Burght · Kasteel Cartils · Cloppenburg (Oost-Maarland) · Kasteel Cortenbach · Huis De Dael · Dammerscheid · Kasteel De Bockenhof · De Donck (Sevenum) · De Donck (Swolgen) · De Dorth ·  Huis ten Dijcken · Kasteel Doenrade · De Doom · Douve · Douvenrade · De Dries · Kasteel Erenstein · Kasteel Eijsden · Eijsden · Einrade · Kasteel Elsloo · Ensenbroek · Eperhuis · Etzenraderhuuske · Exaten · Kasteel Eijckholt · Kasteel Eyckholt · Eys · Gastendonck · Kasteel Genbroek · Gebroken Slot · Kasteel Geijsteren · Kasteel Op Genhoes · Kasteel Genhoes · Genneperhuis · Kasteel Het Geudje · Kasteel Geulle · Kasteel Geusselt · Geijsteren · Gen Heck · Ghoor · Kasteel Goedenraad · Kasteel Grasbroek · Kasteel Groenendaal · Groethof · Groot Paarlo · Kasteel van Gronsveld · De Gun ·Kasteel Haeren · Kasteel Den Halder · Heerlaer · Heeze · Heijen · 's-Herenanstel · Kasteel Hillenraad · Kasteel Hoensbroek · Hoenshuis · Holstrate · Holtmühle · Huize Holtum · Kasteel Horn · De Horst · Huys ter Horst · Ten Hove (Grathem) · Ten Hove (Panningen) · Huis Brias · Huis Darth ·  Kasteel Hurpesch · Kasteel Sint-Jansgeleen · Kasteel Jerusalem · Kasteel Kaldenbroek · Den Kamp · Kasteel Karsveld · Kasteel Keverberg · Klein Paarlo · Klimmender Huuske · De Kolck · Koppelberg · Laar · Landsfort · Kasteel Lemiers · Kasteelruïne Lichtenberg · Kasteel Limbricht · Lonesteyn · Huize Lovendael · Mazenburg · Kasteel van Meerlo · Kasteel Meerssenhoven · Meezenbroek · Kasteel van Mheer · Middelaar · Kasteel Millen · Kasteel Montfort · Movert · Mulrode · De Munt · Château Neercanne · Kasteel Neubourg · Nienghoor · Huis Nierhoven · Kasteel Nieuwenbroeck · Nije Huys · Kasteel Nijenborgh · Kasteel Nijswiller · Nijthuysen · Kasteel Obbicht · Oedenrade · Kasteel Ooijen · Kasteel Oost (Valkenburg) · Kasteel Oost (Oost-Maarland) · Kasteel Ouborg · Overen · Kasteel Passarts-Nieuwenhagen · Prickenis · Prinsenhof · Puth · De Putting · Raath · De Raay · Ravenhof · Kasteel Reijmersbeek · Kasteel van Rijckholt · Kasteel Rivieren · Rodenbroek · Rosendaal · Kasteel Schaesberg · Kasteel Schaloen · Te Scharen · Schenkenburg · Kasteel Scheres · De Spijker (Geijsteren) · De Spijker (Leeuwen) · Huis Severen · Sibberhuuske · Château St. Gerlach · Spraland · Huis De Spyker · Huize Stalberg · Stalberg (Wellerlooi) · De Steeg · Kasteel Stein · Steinhagen · Steenen Huis · Stoel van Swentibold · Strijthagen (Landgraaf) · Strijthagen (Welten) · Struyver · Kasteel Terborgh · Terlinden (Wijnandsrade) · Terveurdt · Ter Weyer · Kasteel Ter Worm · De Tombe · Huis De Torentjes · Triest · Trippaert · Kasteel Vaalsbroek · Kasteel Vaeshartelt · Valkenburg · Vliek · De Vroenhof · Vrijburg · Kasteel Wambach · Warenberg · Well · Weyershof ·  Wijlre · Kasteel Wijnandsrade · Wijnandsrade · Wijnantshof · Wissegracht · Huize Witham · Kasteel Wittem · Wolfrath · Wylre